# Philippe Nasse
Philippe Nasse (* 25. Juli 1939 in Dieppe; † 25. November 2008 in Paris) war ein französischer Ökonom und Statistiker. Er war Direktor der ENSAE ParisTech und Vizepräsident der Autorité de la Concurrence.

## Leben
Von 1964 bis 1982 war Nasse Statistiker in der Generaldirektion des Statistikamts, Institut national de la statistique et des études économiques (INSEE), in Malakoff bei Paris. In dieser Zeit war er Leiter der Abteilung für Volkswirtschaftliche Gesamtrechnung (1975 bis 1978) und der Abteilung für Wirtschaftsprognosen (1978 bis 1982). 1977 arbeitete er mit dem US-amerikanischen Ökonomie-Professor Georges de Ménil das Konjunkturmodell Modèle Économétrique Trimestriel de Conjoncture (METRIC) aus.
Von 1982 bis 1997 arbeitete er in verschiedenen Positionen beim französischen Finanzministerium, zuletzt von 1994 bis 1997 als Abteilungsleiter Wirtschaftsprognosen. Im Anschluss war er bis 2001 Magistrat am Cour des Comptes, dem nationalen Rechnungshof in Paris.
Zusätzlich war er von 1974 bis 1988 Professor an der École polytechnique in Palaiseau bei Paris und von 1990 bis 1994 Direktor der Grande école ENSAE ParisTech. Er war Mitglied der nationalen Wettbewerbsbehörde, Autorité de la Concurrence, von 2001 bis 2008 deren Vizepräsident.
Ihm zu Ehren organisieren das Finanzministerium und die nationale Wettbewerbsbehörde seit 2009 Seminare, die unter dem Namen „Séminaires Nasse“ stattfinden.

## Auszeichnungen
- Offizier der Ehrenlegion
- Kommandeur des Ordre national du Mérite